# Xã Rabbit Lake, Quận Crow Wing, Minnesota
Xã Rabbit Lake (tiếng Anh: Rabbit Lake Township) là một xã thuộc quận Crow Wing, tiểu bang Minnesota, Hoa Kỳ. Năm 2010, dân số của xã này là 319 người.